# Hakig dubbeltandmos
Hakig dubbeltandmos (Didymodon ferrugineus) is een soort uit het geslacht dubbeltandmos (Didymodon). Het groeit op steen en gruis.

## Determinatie
Het mos vormt losse, bruingroene tot vaak roodbruine gazons. De weinige vertakte stengels zijn tot ongeveer 3 centimeter hoog en hebben in dwarsdoorsnede een centrale streng. De bladeren zijn tot 2 millimeter lang en lopen geleidelijk taps toe vanaf een eivormige basis, hele randen en gekield, met sterke nerven die zich uitstrekken tot aan de punt van het blad. Als het nat is, zijn de bladeren sterk teruggebogen in een sikkelvorm. In de onderste helft van het blad zijn de bladranden teruggebogen. De bladcellen zijn dikwandig, afgerond vierkant en papillair in het bovenste deel van het blad, vierkant tot kort rechthoekig aan de basis van het blad. De bovenkant van de ribbe heeft smalle, langwerpige cellen.
De tweehuizige soort vormt zelden kapsels. De rode seta is 1 centimeter lang, de langwerpige eivormige tot cilindrische, rechtopstaande kapsel heeft 16 draadvormige en opgerolde peristome tanden, het operculum is langsnavelig, de sporen zijn glad en 7 tot 10 µm groot.

## Ecologie
Buiten Nederland groeit de soort vooral op kalksteenrotsen en kalkgruis bodems in kalkgraslanden, groeven en langs wegen verhard met kalksteen.

## Verspreiding
Naast Europa komt hakig dubbeltandmos voor in delen van Azië, Noord- en Midden-Amerika en Noord-Afrika. De soort komt verspreid in Europa voor, maar is slechts algemeen in de kalkgebergten. In Midden-Europa komt het mos vrij algemeen voor in de kalksteengebieden van de bergen; in de Alpen stijgt het tot aan de alpiene hoogten.
In Nederland komt hakig dubbeltandmos zeer zeldzaam voor. De soort werd in 2006 voor het eerst gevonden in Stadskanaal. Daarna volgden vondsten in Hengelo (2010) en in Spijkerboor en Westerbroek (beiden in 2013). Anno 2014 concentreren de vondsten zich in noordoost Nederland.

## Fotogalerij

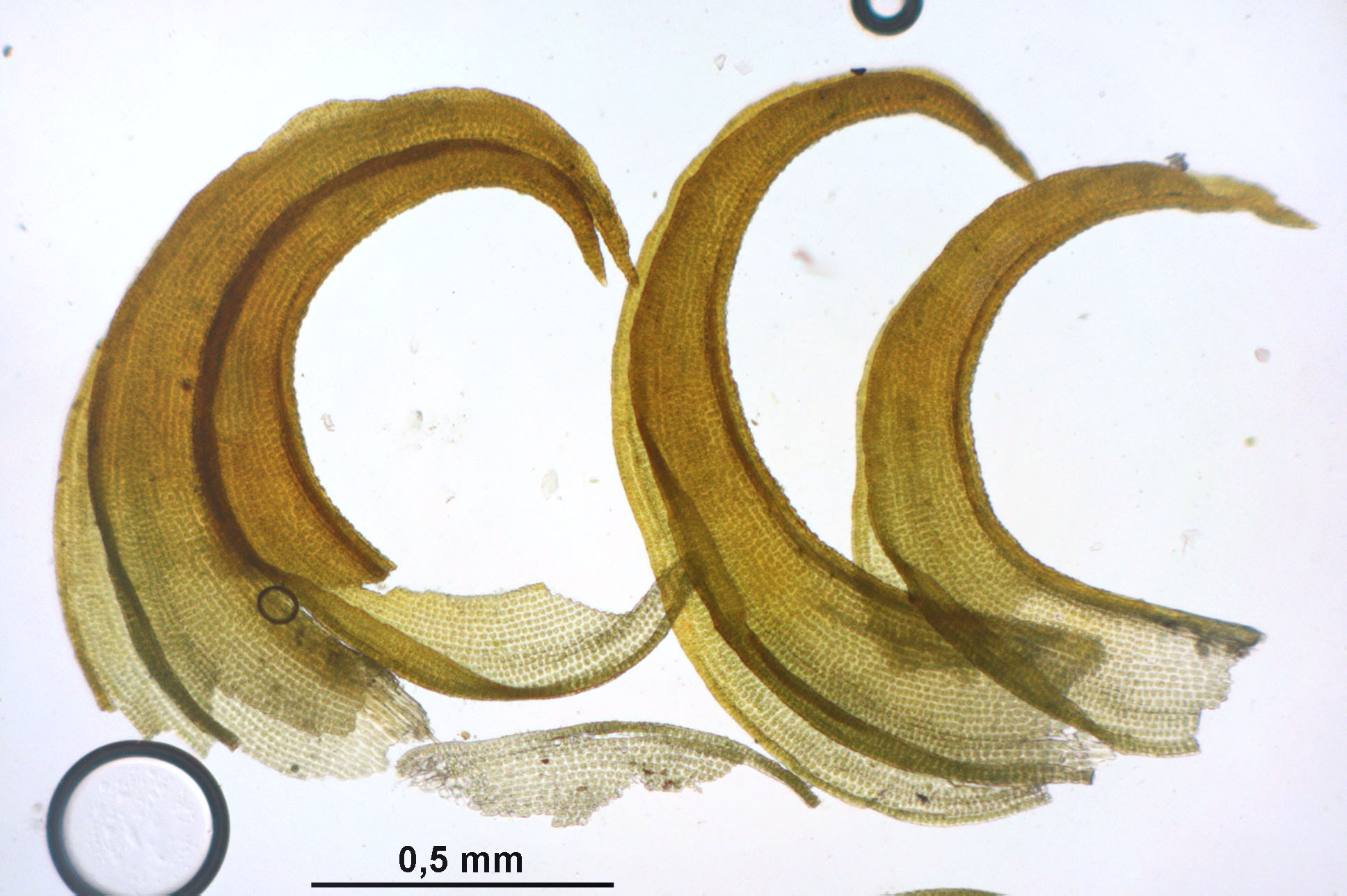
Bladeren
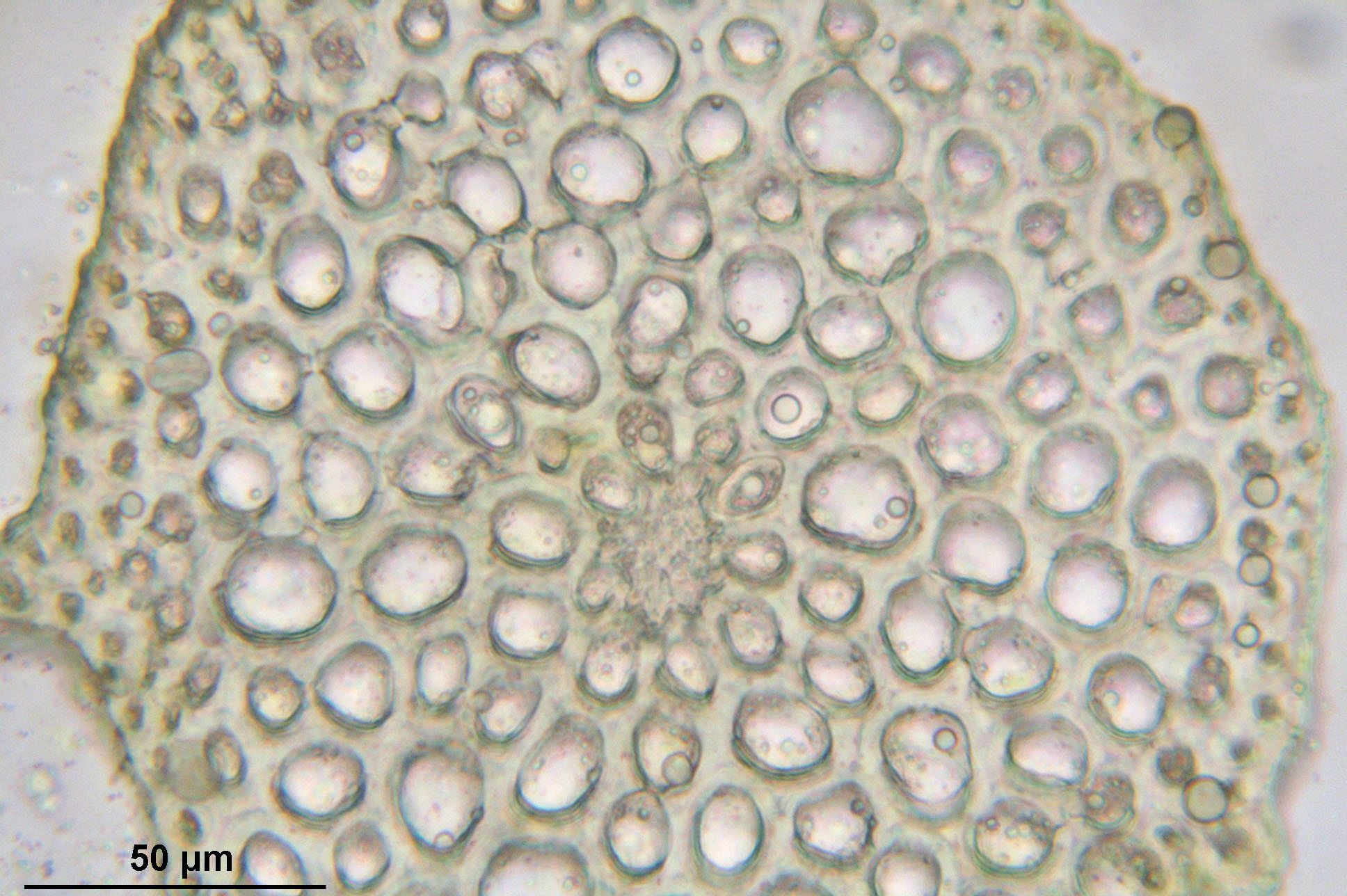
Stengeldoorsnede
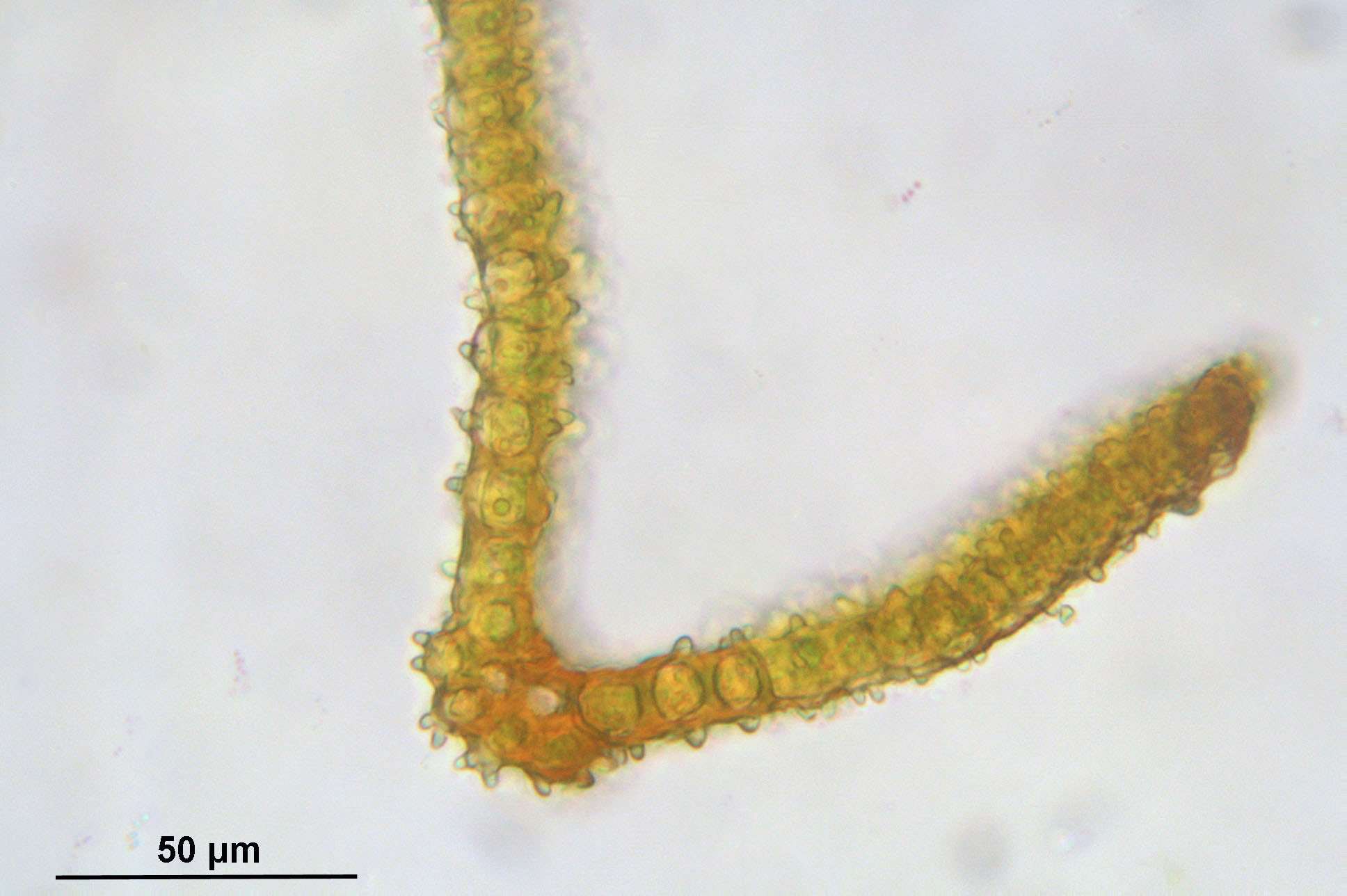
Bladdoorsnede
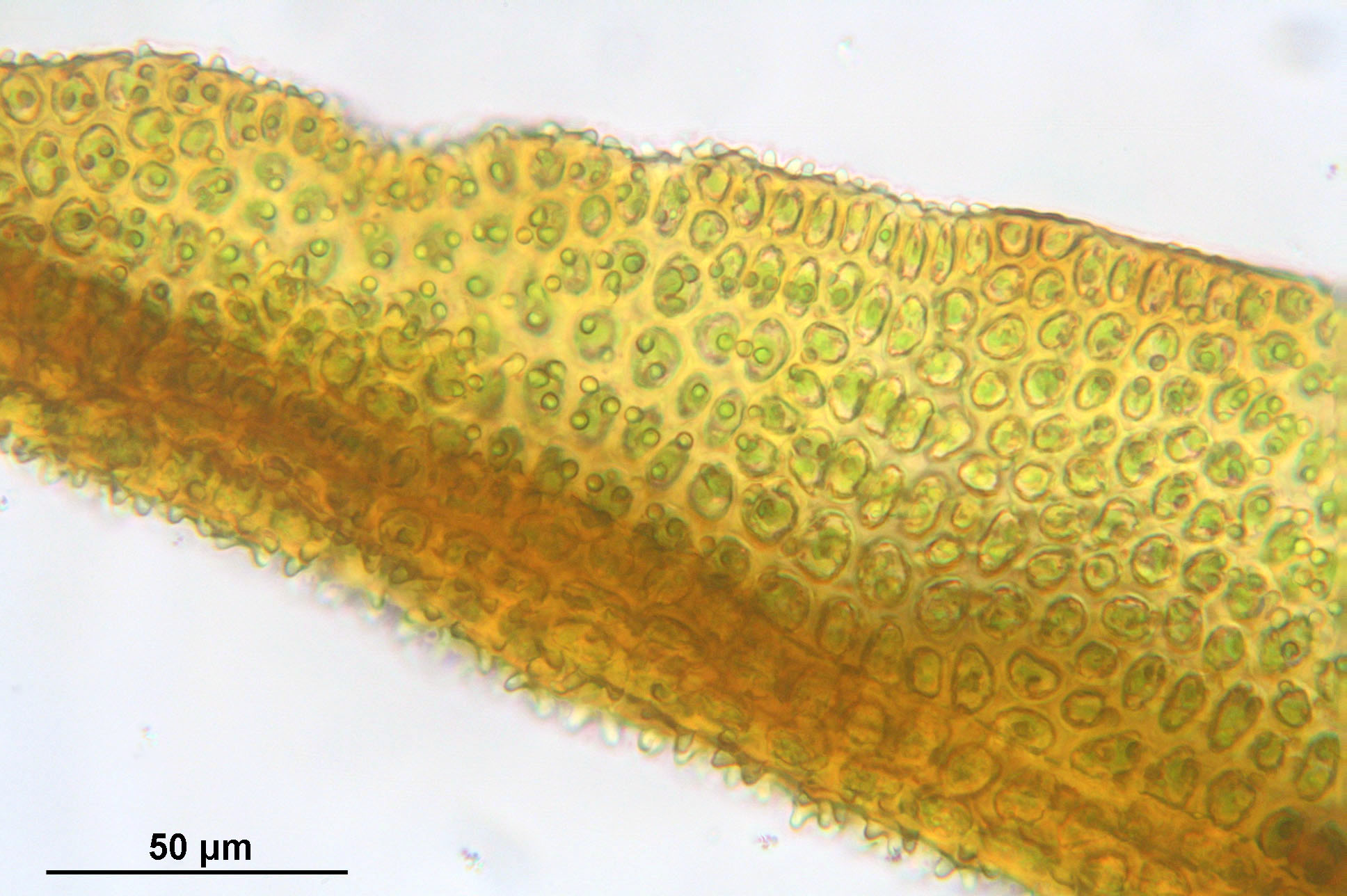
Bladcellen